# 圆瓣大苞兰
圆瓣大苞兰（学名：Sunipia rimannii），为兰科大苞兰属下的一个植物种。